# فرانز هو غون
فرانز هو غون (Frans G. Hu Kon) (مواليد 1917) هو لاعب كرة قدم. يلعب مع منتخب الهند الشرقية الهولندية لكرة القدم. سبق له أن لعب في كأس العالم لكرة القدم مع منتخب بلاده.

## وصلات خارجية
- فرانز هو غون على موقع الاتحاد الدولي (مؤرشف)  (الإنجليزية)
- فرانز هو غون على موقع ناشيونال فوتبول تيمز (الإنجليزية)